# 老鸦瓣
老鸦瓣（学名：Amana edulis）是百合科老鸦瓣属的植物。

## 形态
多年生小草本，地下具有卵圆形鳞茎；线形叶子基生，一般有两枚；花茎顶生一花，下具有线形苞叶2－3枚，早春开钟状白色花，外面有淡紫色条纹。

## 分布
分布于朝鲜、日本以及中国大陆的安徽、辽宁、山东、浙江、陕西、湖北、湖南、江西等地，多生长于山坡草地或路旁，目前尚未由人工引种栽培。

## 药用
中医上入药，性寒、味甘微辛，功能清热解毒、散节消肿，主治痈肿疔毒、瘰疬结核等症；也可以外用。

## 别名
光慈姑（中国中草药汇编）

## 外部連結
- 光慈菇 Guang Ci Gu （页面存档备份，存于） 中藥標本數據庫 (香港浸會大學中醫藥學院) （繁體中文）（英文）